# Cung điện Topkapı
Cung điện Topkapı (tiếng Thổ Nhĩ Kỳ: Topkapı Sarayı hay tiếng Thổ Nhĩ Kỳ Ottoman: طوپقپو سرايى) là một cung điện lớn tại Istanbul, Thổ Nhĩ Kỳ là nơi ở chính của các Sultan Ottoman trong khoảng 400 năm (1465-1856) trong triều đại kéo dài 624 năm của họ.